# حشره‌خوار مشکین فریزر
حشره‌خوار مشکین فریزر (نام علمی: Crocidura poensis) نام یک گونه از سرده حشره‌خوارهای دندان‌سفید است.